# Marsza Alam
Marsza Alam (arab írással: مرسى علم) város Délkelet-Egyiptomban, a Vörös-tenger nyugati partján. Napjainkban egyre népszerűbbé váló nyaralóhely a Marsza Alam-i nemzetközi repülőtér 2003-as megnyitása óta. Egyik leghíresebb tengerpartja Abu Dabab, ahol gyakran látni teknősöket, de a búvárok polipokkal és krokodilhalakkal (Cymbacephalus beauforti) is találkozhatnak. A szárazföldi nevezetességek közé tartoznak a smaragdbányák és I. Széthi kanaiszi temploma.

## Éghajlat
Annak ellenére, hogy a trópusi égövtől több mint 210 km-re északra fekszik, a város éghajlata forró, sivatagi,(Köppen: BWh), hőmérséklete állandóbb, mint az északabbra fekvő Hurghadáé és Sarm es-Sejké, ellenben Al-Kuszeiré még kevésbé változatos, és ott a nyarak is hűvösebbek. Az egyiptomi városok közül Marsza Alamban, Kuszeirben és Sarm es-Sejkben a legmelegebbek az éjszakák. Januárban a legmagasabb hőmérséklet 22–25°C, augusztusban pedig 33–40°C. A Vörös-tenger hőmérséklete augusztusban 22–29°C.
A valaha mért legmagasabb hőmérséklet 45°C, melyet 2010. május 10-én mérték, a legalacsonyabb pedig 5°C, melyet 2008. január 3-án jegyeztek fel.
| Hónap                         | Jan. | Feb. | Már. | Ápr. | Máj. | Jún. | Júl. | Aug. | Szep. | Okt. | Nov. | Dec. | Év   |
| ----------------------------- | ---- | ---- | ---- | ---- | ---- | ---- | ---- | ---- | ----- | ---- | ---- | ---- | ---- |
| Rekord max. hőmérséklet (°C)  | 29,0 | 32,0 | 35,0 | 39,0 | 45,0 | 43,0 | 43,0 | 42,0 | 39,0  | 38,0 | 34,0 | 31,0 | 45,0 |
| Átlagos max. hőmérséklet (°C) | 24,1 | 25,1 | 26,9 | 29,8 | 33,1 | 34,7 | 35,5 | 35,6 | 34,2  | 32,6 | 29,3 | 25,5 | 30,6 |
| Átlaghőmérséklet (°C)         | 18,6 | 19,4 | 21,4 | 24,2 | 27,9 | 29,5 | 30,5 | 30,8 | 29,3  | 27,4 | 24,0 | 20,1 | 25,3 |
| Átlagos min. hőmérséklet (°C) | 13,2 | 13,8 | 15,9 | 18,7 | 22,7 | 24,3 | 25,5 | 26,0 | 24,4  | 22,3 | 18,7 | 14,8 | 20,1 |
| Rekord min. hőmérséklet (°C)  | 5,0  | 8,0  | 11,0 | 15,0 | 16,0 | 19,0 | 22,0 | 20,0 | 19,0  | 15,0 | 12,0 | 10,0 | 5,0  |
| Átl. csapadékmennyiség (mm)   | 0    | 0    | 0    | 0    | 0    | 0    | 0    | 0    | 0     | 1    | 3    | 1    | 5    |

| Jan   | Feb   | Már   | Ápr   | Máj   | Jún   | Júl   | Aug   | Szep  | Okt   | Nov   | Dec   |
| ----- | ----- | ----- | ----- | ----- | ----- | ----- | ----- | ----- | ----- | ----- | ----- |
| 23 °C | 22 °C | 22 °C | 23 °C | 25 °C | 27 °C | 28 °C | 29 °C | 28 °C | 27 °C | 26 °C | 24 °C |

## Galéria

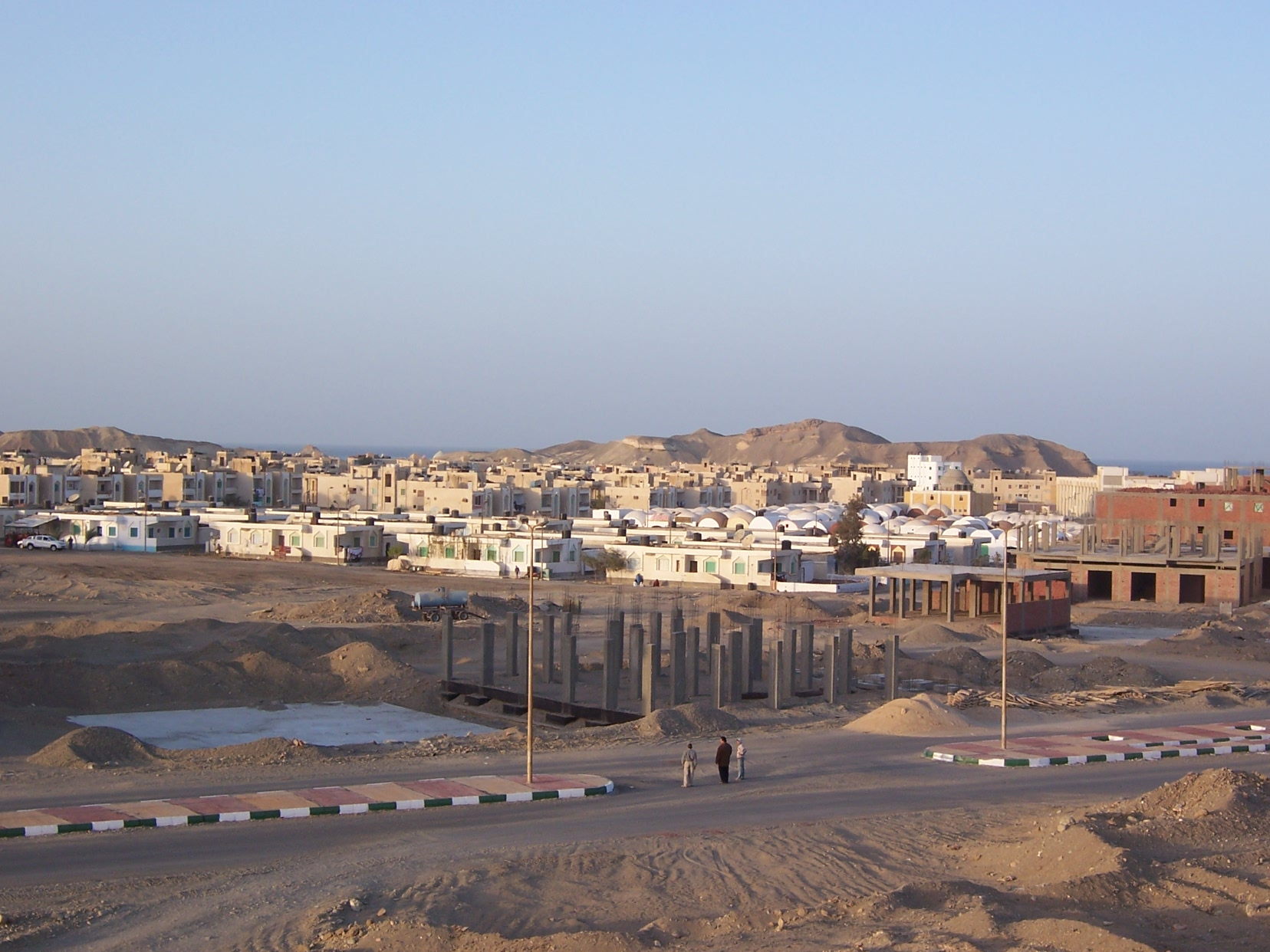
Marsza Alam látképe
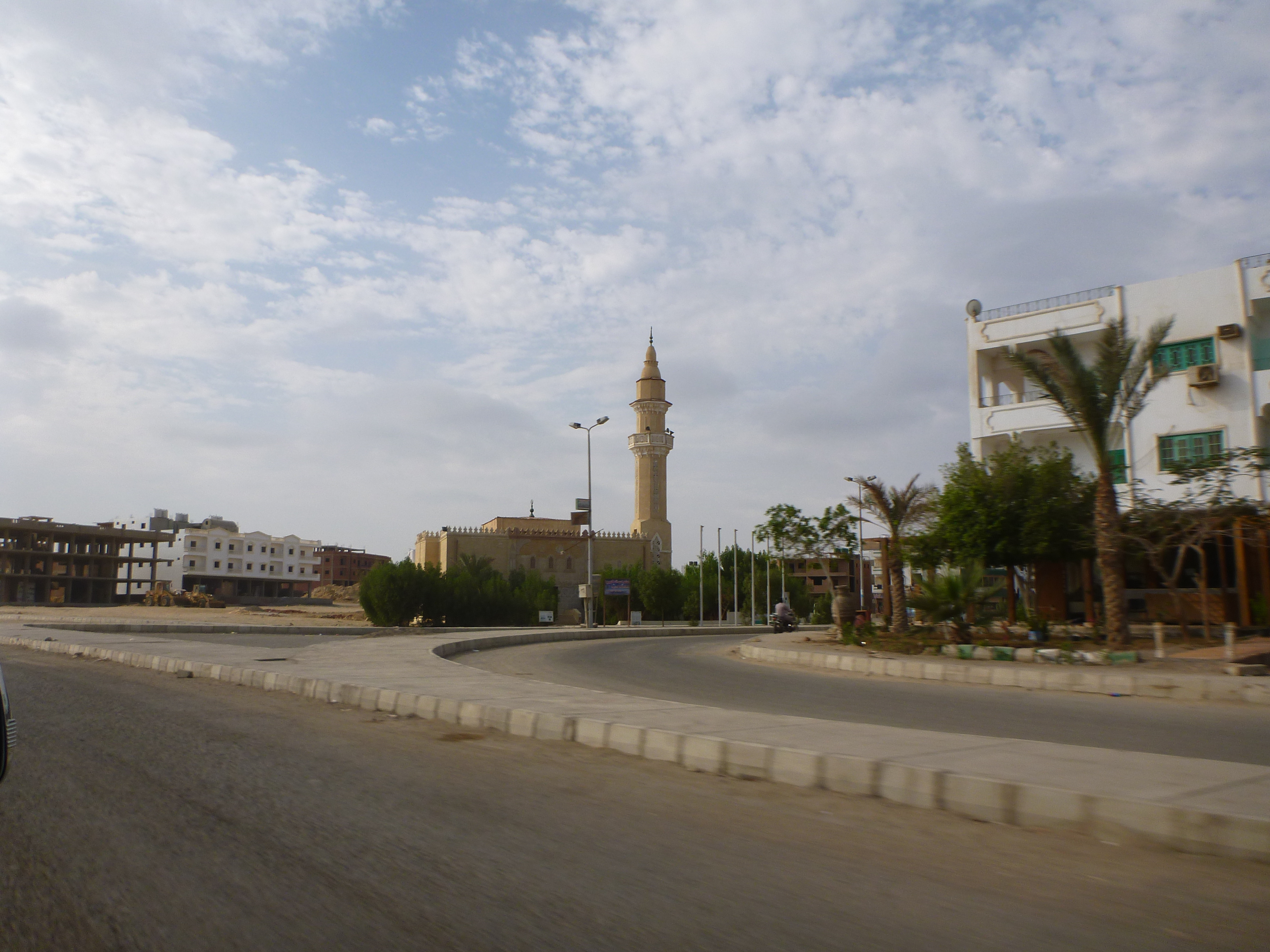
Mecset Marsza Alamban
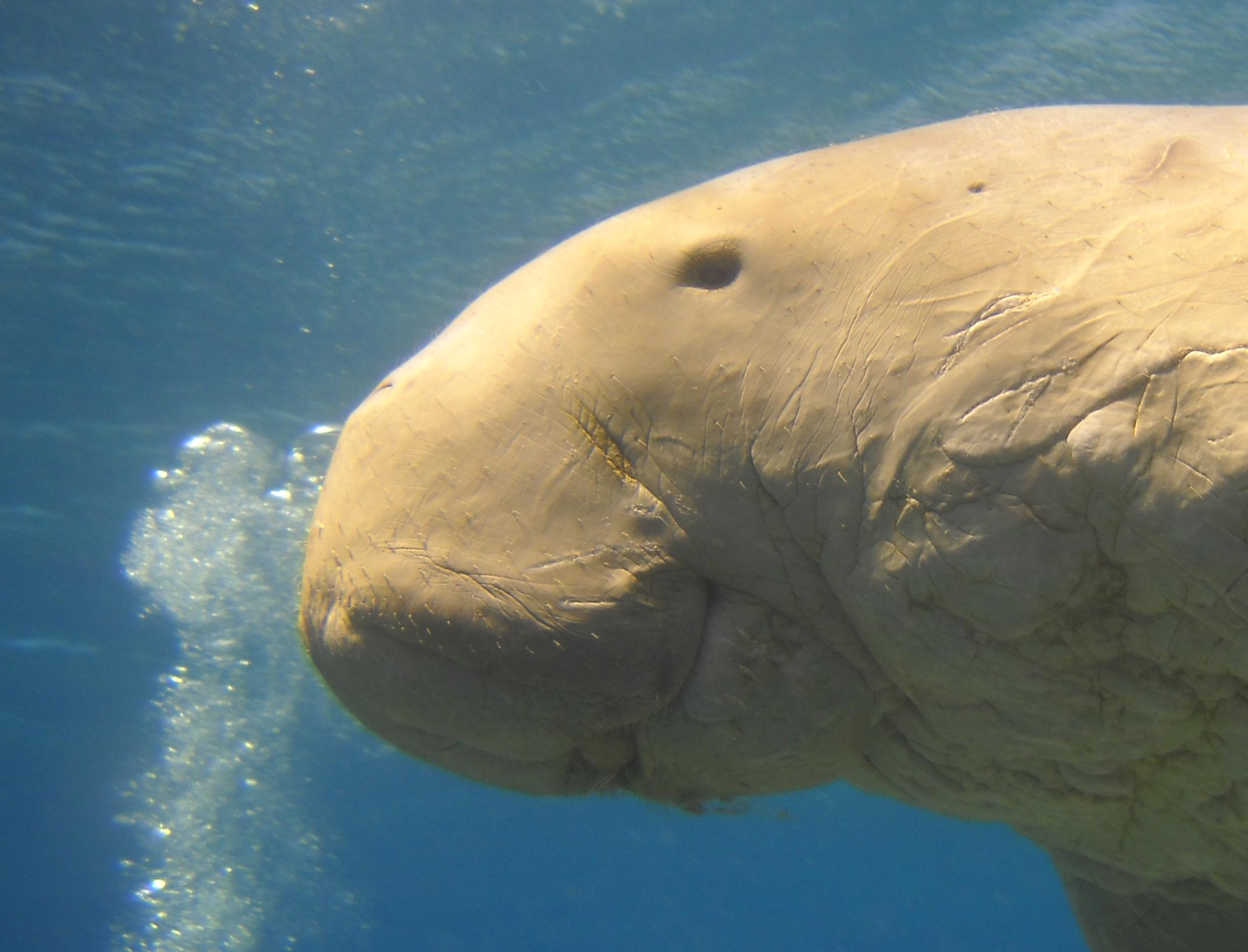
Dugong az Abu Dabab-parton
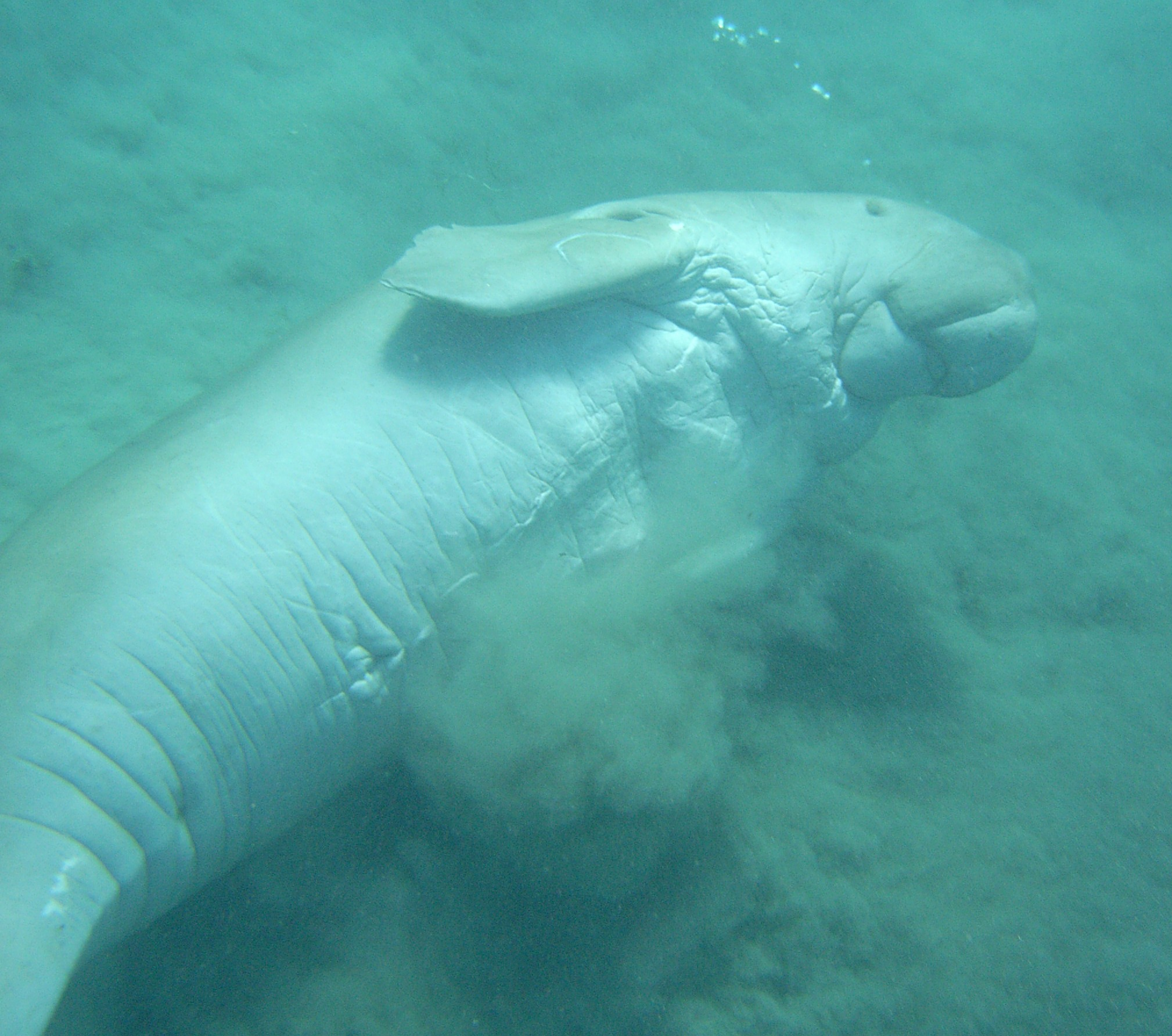
Dugong a tenger fenekén
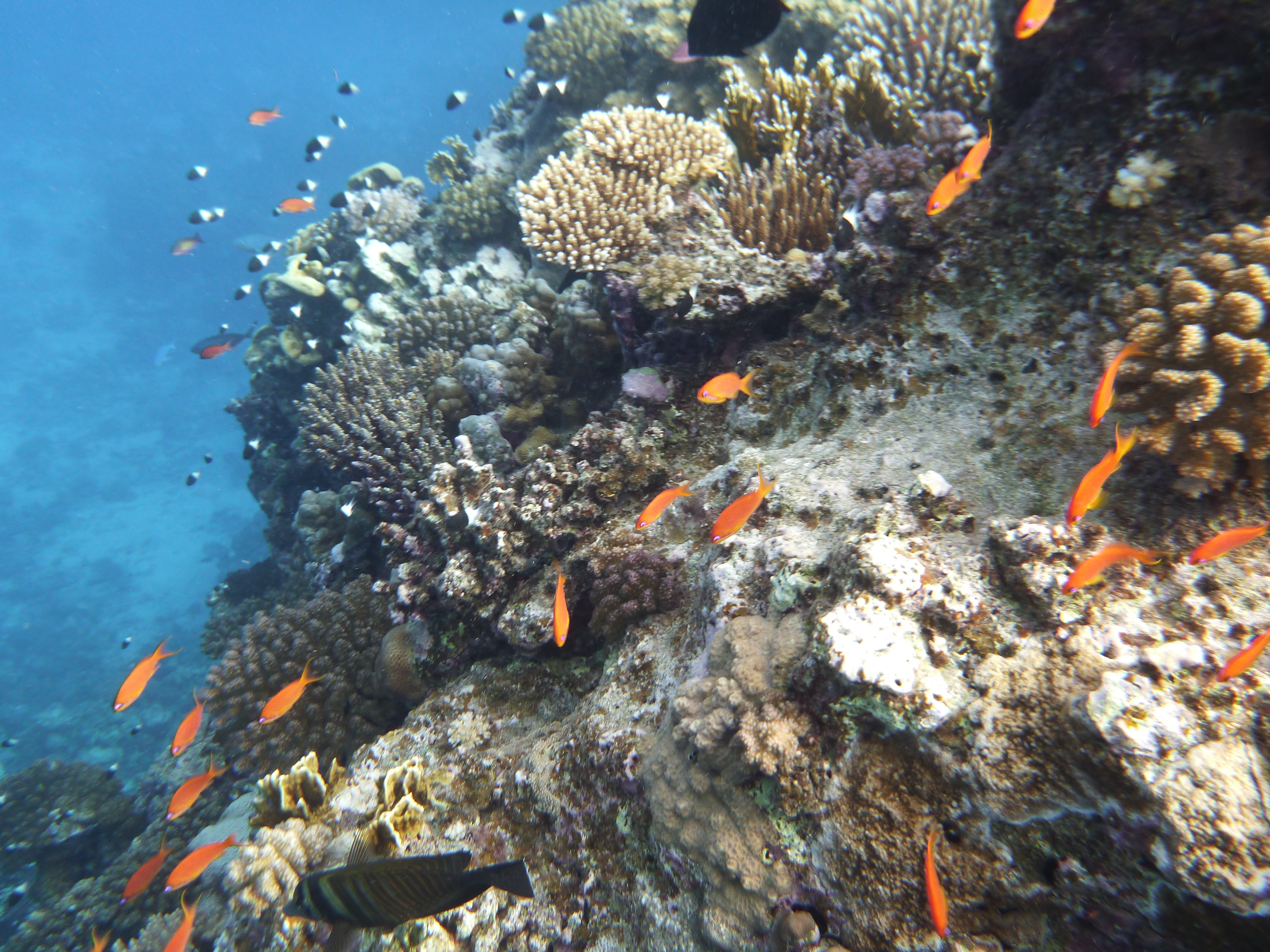
Korallzátony Marsza Alamtól északra
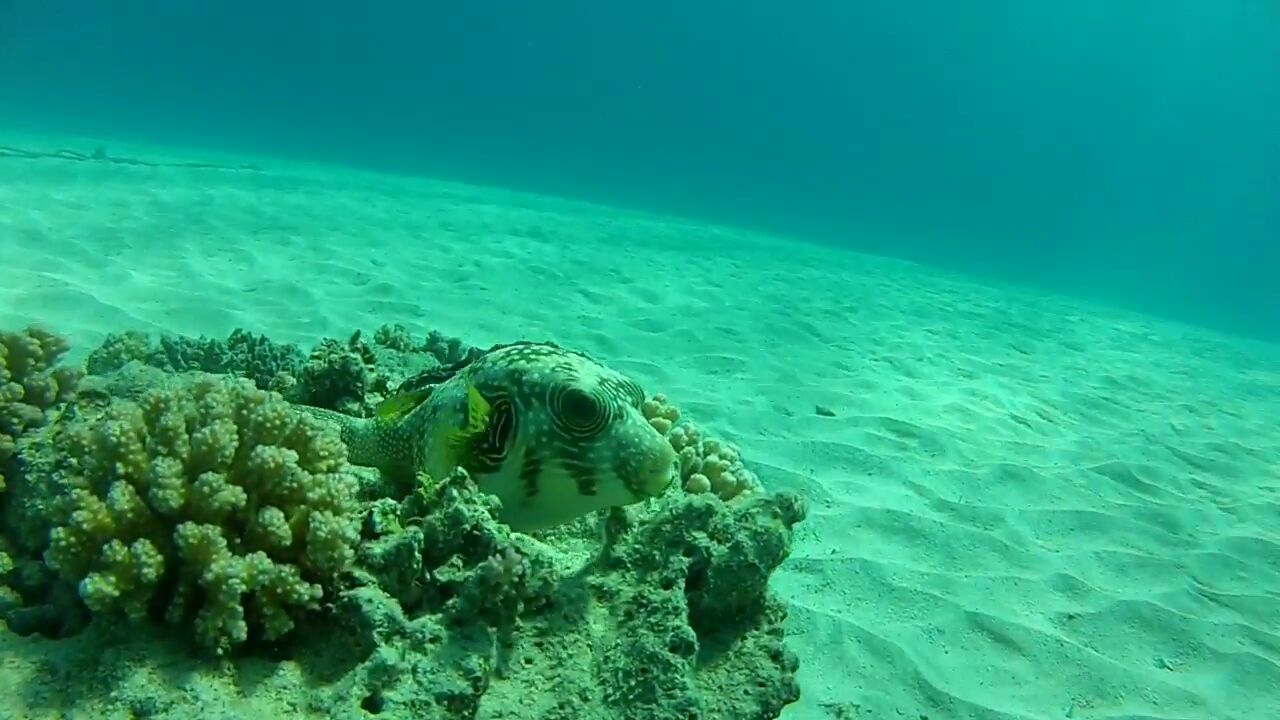
Tetraodon Abu Dababnál
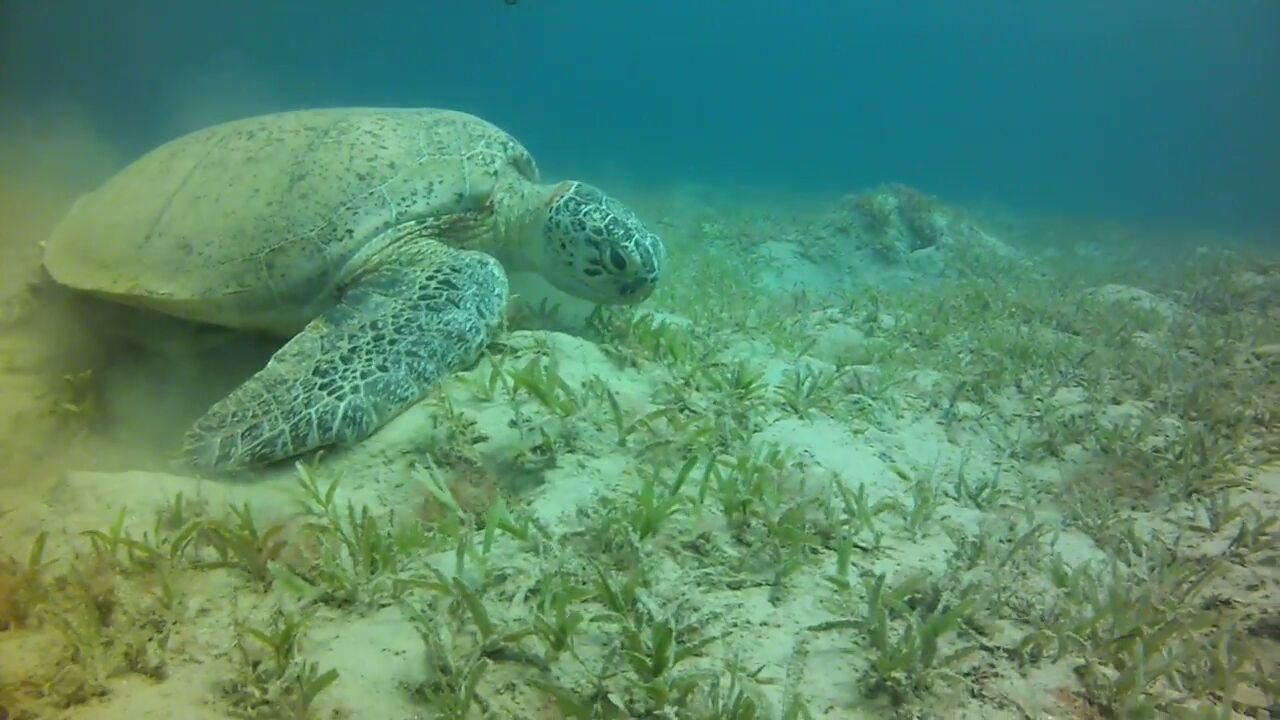
Zöld tengeri teknős Abu Dababnál
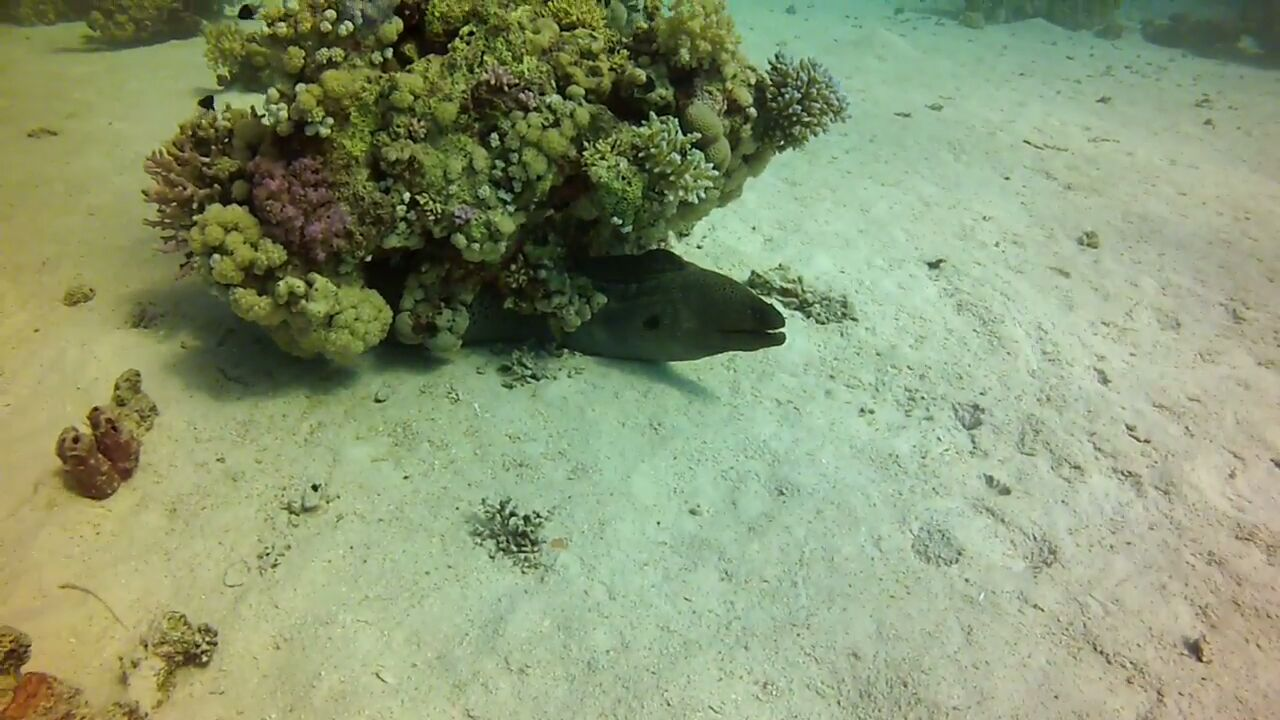
Muréna a Shaab Paradise-nál
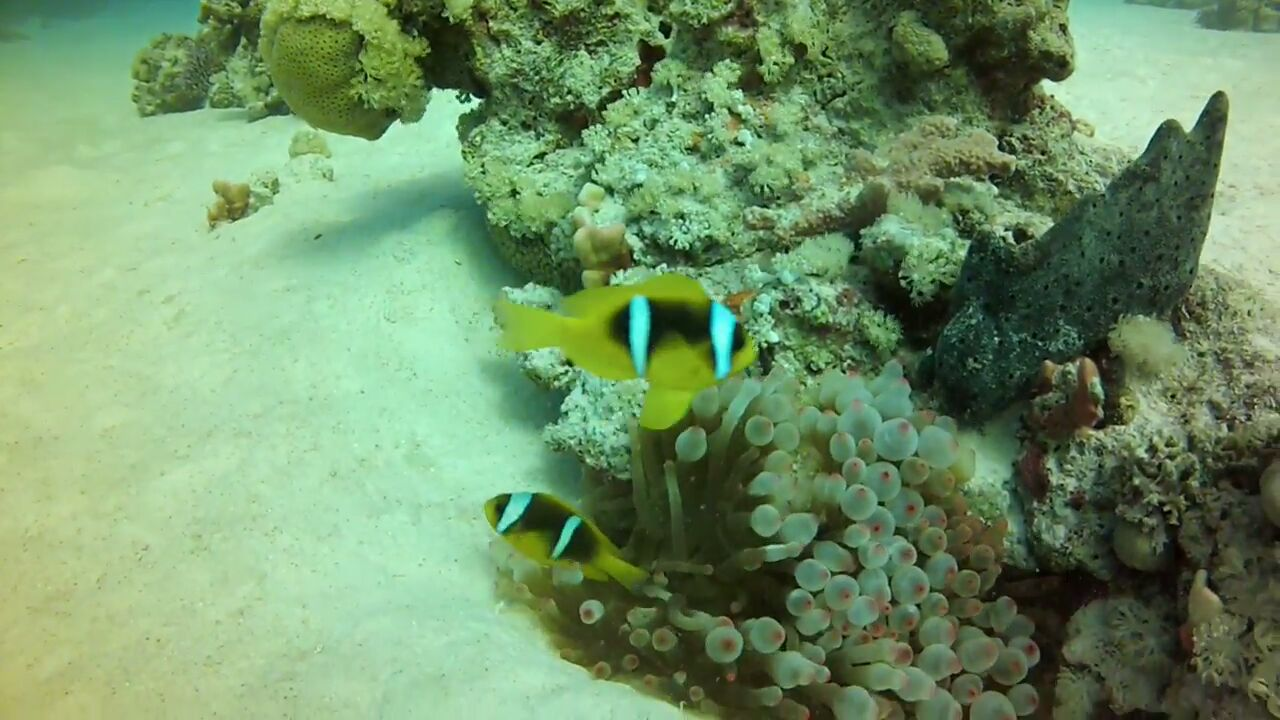
Bohóchalak a Shaab Paradise-nál
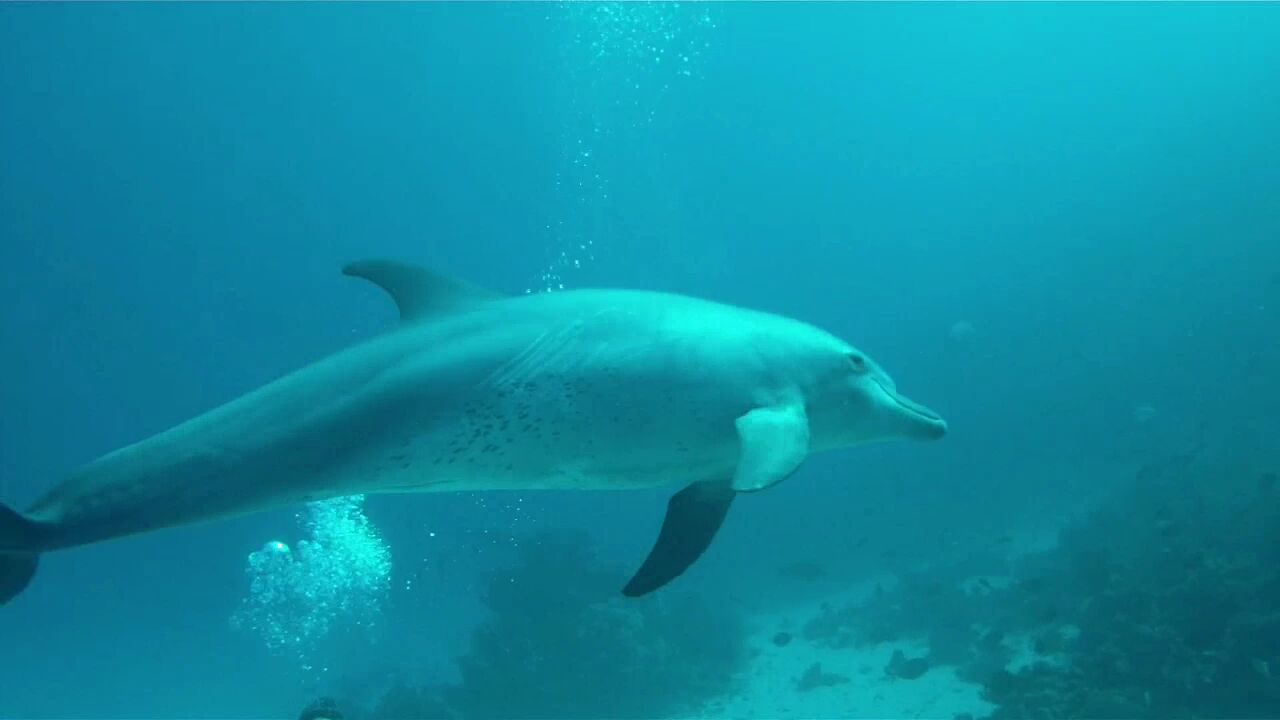
Fiatal delfin
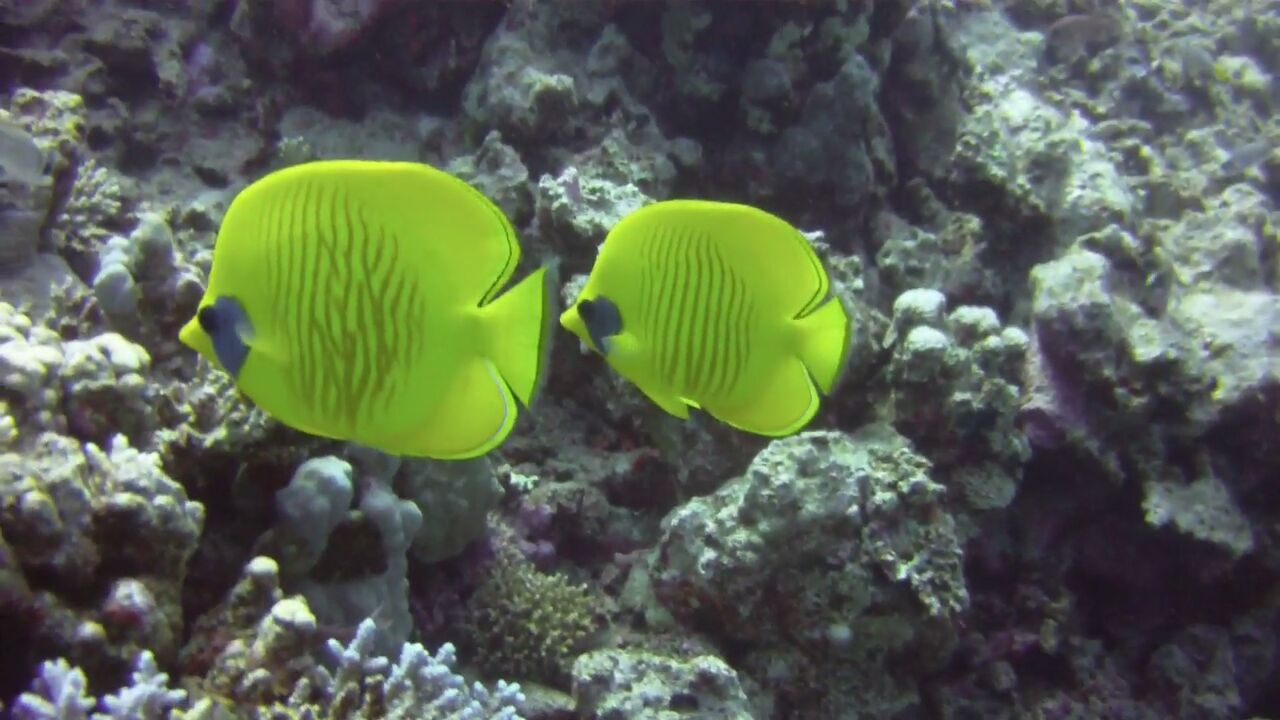
Maszkos pillangóhalak

## Fordítás
- Ez a szócikk részben vagy egészben  a   Marsa Alam című angol Wikipédia-szócikk ezen változatának fordításán alapul.  Az eredeti cikk szerkesztőit annak laptörténete sorolja fel. Ez a jelzés csupán a megfogalmazás eredetét és a szerzői jogokat jelzi, nem szolgál a cikkben szereplő információk forrásmegjelöléseként.

## Külső hivatkozások
- On the Red Sea, as Hotels Go Up, Divers Head Down The New York Times on diving in Marsa Alam (April 8, 2007)
- Marsa Alam Guide, helpful information and photo galleries
- Red Sea Spinner Dolphins
- The Dugong of Marsa Abu Dabbab
- Marsa Alam Guide
- Marsa Alam Dugon
- Marsa Alam airport